# Sojusz polsko-francuski (1524)
Sojusz francusko-polski – zawarty w 1524 roku między królem Francji Franciszkiem I Walezjuszem a królem polskim Zygmuntem I Starym. Franciszek I szukał sojuszników w Europie Środkowej, aby osłabić pozycję Cesarza Rzymskiego Karola V Habsburga. Królowa Bona Sforza, włoska żona Zygmunta, odegrała kluczową rolę w zawiązaniu sojuszu mającego na celu odzyskanie suwerenności francuskiej nad Mediolanem. Sam Zygmunt Stary zainteresowany był takim sojuszem, ponieważ cesarz zbliżył się politycznie do Wielkiego Księstwa Moskiewskiego, zagrażając tym samym Polsce na dwóch frontach.
Negocjacje prowadzone były przez Antonia Rincona ze strony francuskiej i Hieronima Łaskiego, dyplomatę Korony. Wedle umowy syn Franciszka, książę Orleanu Henryk II Walezjusz miał poślubić córkę Zygmunta Starego, a najstarszy syn króla Polski miał poślubić córkę władcy Francji. Zgodnie z tą samą umową Zygmunt miał poślubić córkę Franciszka I oraz wspierać jego wojska w odzyskaniu Mediolanu, do którego sam mógł rościć sobie prawo przez wcześniejsze małżeństwo z Boną Sforzą. Sojusz został podpisany w 1524 r. Umowa ta jednak nie została wypełniona, gdyż Franciszek Walezjusz został pokonany przez Karola Habsburga w bitwie pod Pawią w 1525 r. Potem Franciszek ponownie szukał sojuszników z Europy Środkowej, dlatego zawarł w 1528 r. sojusz francusko-węgierski z królem Janem Zapolyą. 